# Kirchberg (Sankt Gallen)
Kirchberg és un municipi del cantó de Sankt Gallen (Suïssa), situat al districte de Toggenburg.

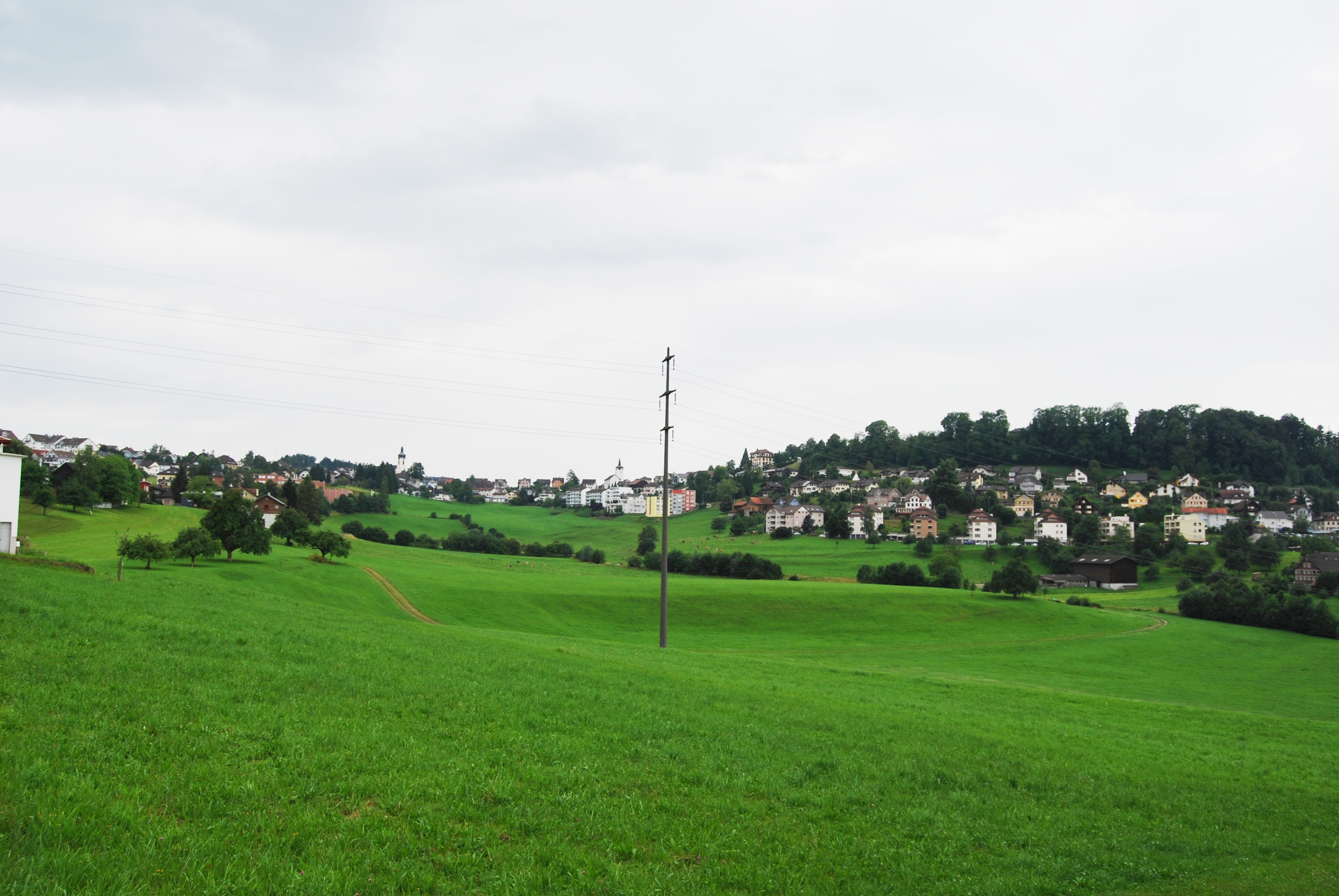
Kirchberg